# BV 143
El Blohm & Voss BV 143 fue un prototipo de bomba planeadora propulsada por cohete desarrollada en Alemania para la Luftwaffe durante la Segunda Guerra Mundial y diseñado por el equipo a cargo del Dipl. Ing Richard Vogt.

## Antecedentes
Hasta 1941, los buques mercantes aliados eran objetivos lentos y relativamente fáciles de acertar para los bombarderos de patrulla marítima alemanes, pero su protección había mejorado constantemente durante la contienda, aumentando la dotación de armamento defensivo con piezas de artillería antiaérea de 40 mm de calibre y alcance medio hasta hacer prácticamente prohibitivos los ataques cercanos a un convoy aliado.
Se precisaba un arma que pudiese penetrar las defensas enemigas, fuera del alcance letal de los cañones automáticos Bofors 40 mm. El BV 143 fue uno de los numerosos diseños de bombas y misiles de largo alcance desarrollados y probados por Blohm und Voss para esta misión.

## Diseño
El Bv 143 estaba diseñado para ser lanzado fuera del alcance de las defensas antiaéreas enemigas, planear hasta el objetivo y encender su motor cohete durante la fase terminal, realizando una aproximación final a alta velocidad durante los últimos 30 segundos volando a 2 m sobre las olas, e impactando sobre la línea de flotación.
Para cumplir dichos requerimientos, el aparato estaba dotado de una sonda mecánica, a modo de sensor de altitud, de 2 m de longitud que iba suspendida del fuselaje inferior y efectuaba el encendido del motor cohete al contactar con la superficie del agua. Un piloto automático mantenía solamente el control del eje de cabeceo para mantener la bomba volando a 2 m hasta el impacto contra el objetivo. 

## Desarrollo
Los primeros prototipos funcionales se completaron en febrero de 1941. Las pruebas de lanzamiento se efectuaron empleando un Heinkel He-111 H6 como aparato lanzador y se realizaron en la zona de Zinnowitz, al sureste de Peenemünde. Los informes demostraron que el diseño basado en la sonda de control de altitud no era satisfactorio y dicho elemento fue reemplazado por un altímetro radar que, aunque menos frágil que el diseño anterior, también era insatisfactorio.
Las pruebas de vuelo evidenciaron que la bomba era incapaz de mantener una altitud de vuelo fiable con ninguno de los dos métodos de guía empleados, sumado a problemas de encendido del motor cohete y fallos diversos que fueron en aumento, por lo que se decidió cancelar el proyecto en favor de la bomba planeadora Henschel Hs 293 que eliminaba los problemáticos, por primitivos, métodos de control de altitud y empleaba un sistema de guía manual MCLOS. El Hs 293 se empleó con cierto éxito contra unidades navales de superficie en el Mediterráneo durante el año 1943.

## Variante Superficie-superficie
El BV 143 B (Schiff-Schiff-Lenkflugkörper) era una variante antibuque tardía de lanzamiento Superficie-superficie, diseñada para ser lanzada desde una catapulta de aviones instalada en buques de la Kriegsmarine. Solo se realizó una prueba de lanzamiento antes de la cancelación del programa.